# My Big Fat Greek Wedding – Hochzeit auf griechisch
My Big Fat Greek Wedding – Hochzeit auf Griechisch ist die Verfilmung der Lebensgeschichte der Drehbuchautorin des Films, Nia Vardalos. Sie übernahm in der romantischen Komödie aus dem Jahr 2002 auch die weibliche Hauptrolle. Der Independent-Film entstand mit einem Budget von 5 Millionen US-Dollar und spielte weltweit etwa 369 Millionen US-Dollar ein. In Deutschland erschien der Film am 23. Januar 2003.

## Handlung
Toula führt ein tristes Leben. Sie ist 30 und wohnt noch bei ihren Eltern in einer traditionellen griechischen Familie in Chicago. Sie arbeitet Tag für Tag im familieneigenen Restaurant The dancing Zorba’s und sie gleicht einer grauen Maus, da sie sich unvorteilhaft kleidet und auch sonst nicht auf ihr Äußeres achtet. Ein Unglück für ihren Vater, der ihr seit frühester Jugend unentwegt in den Ohren liegt, sie solle endlich heiraten. Er verfügt regelrecht über sie und hofft auf eine baldige Hochzeit mit einem „anständigen“ Griechen.
Durch eine List gegenüber dem Vater erreichen die Frauen der Familie, dass Toula Weiterbildungskurse am College besuchen darf und sich nunmehr eigenverantwortlich um das familieneigene Reisebüro kümmert. Durch ihre neue Unabhängigkeit blüht sie regelrecht auf und wandelt sich zum schönen Schwan. Sie lernt Ian kennen, einen netten Lehrer, in den sie sich verliebt. Doch Ian ist kein Grieche, sondern ein „White Anglo-Saxon Protestant“, weshalb sie die Beziehung vor ihren Eltern zunächst geheim hält. Als Ian Toula aber einen Heiratsantrag macht, nimmt sie überglücklich an.
Als Toulas Vater davon erfährt, will er ihr die Beziehung verbieten. Doch sie setzt sich durch, und Ian kommt der Familie entgegen, indem er sich griechisch-orthodox taufen lässt. Der Vater lenkt ein und Ian wird in die Familie aufgenommen.
Doch während der Vorbereitungen für die Hochzeit ergeben sich Turbulenzen. Ian sieht sich Kreuzverhören mit dem zukünftigen Schwiegervater ausgesetzt und gerät als Vegetarier zwischen die Genuss-Fronten. Seine sehr zurückhaltenden Eltern tauen in der großen und lauten Familiengemeinschaft nur langsam auf. Viele Familienmitglieder reden Ian und Toula in die Hochzeitsplanung hinein.
Als die Hochzeitsfeier stattfindet, versöhnen sich Toula, Ian und deren Eltern endgültig, als Toulas Eltern den Frischvermählten ein eigenes Haus schenken und Ians Eltern sich ebenfalls an dem griechischen Fest erfreuen.
Toula und Ian bekommen eine Tochter, die wie einst Toula die griechische Schule besucht. Die Familie lebt nun im Haus gleich neben Toulas Eltern.

## Synchronisation
Die deutsche Synchronfassung entstand bei der Splendid Synchron, Köln. Cay-Michael Wolf schrieb das Dialogbuch und führte Regie.
| Rolle            | Darsteller          | Synchronsprecher    |
| ---------------- | ------------------- | ------------------- |
| Toula Portokalos | Nia Vardalos        | Claudia Lehmann     |
| Ian Miller       | John Corbett        | Charles Rettinghaus |
| Gus Portokalos   | Michael Constantine | Mogens von Gadow    |
| Tante Voula      | Andrea Martin       | Hildegard Krekel    |
| Maria Portokalos | Lainie Kazan        | Ulrike Lau          |
| Nic Portokalos   | Louis Mandylor      | Tobias Lelle        |

## Kritiken
„Warmherzige Komödie mit mal grellem, mal subtilem Witz, die vom Generationenkonflikt der Einwandererfamilien handelt und von der schwierigen Selbstbehauptung ihrer weiblichen Mitglieder.“

„Frischzellenkur für amerikanische Romantiker: Nia Vardalos lässt mit den Hochzeitsvorbereitungen eines GRIECHEN-CLANS in den USA sogar ‚Pretty Woman‘ hinter sich“

„‚My Big Fat Greek Wedding‘ schlägt ihn unter der Regie des unbeschriebenen TV-Regisseurs Joel Zwick genüsslich auf und überzeichnet ihn zu einer harmlosen Kulturschocksatire. Die simple Geschichte einer Emanzipation und der Einheirat eines Amerikaners in ein griechisches Identitätsreservat unterhält durch schräg lebendige Figuren und eine charmante Hauptdarstellerin.“

„Diese romantische Komödie ist mit viel Witz geschrieben. Wundervoll besetzt – von den griechischen Kraftwerken bis zu den blutleeren Wasps. Und natürlich Nia Vardalos als Mädchen Toula. Fast tut einem Toula leid, dass sie am Ende selbstverständlich ihren Ian bekommt, statt einen dieser stürmischen jungen Griechen.“

„Auf diese Weise bietet ‚My Big Fat Greek Wedding‘ durchgehend humorreiche Unterhaltung ohne großes Drama. Man amüsiert sich an den Eigenheiten der Anderen und da Autorin Nia Vardalos hauptsächlich über sich selbst und die ihrigen scherzt, kann man das ohne schlechtes Gewissen tun. […] ‚Die Griechen‘ sind nette, umgängliche Fremde mit gutem Essen. ‚Die Griechen‘ stellen nicht ernsthaft eine Randgruppe in den USA dar, da steckt nicht der Zündstoff drin, den etwa eine ‚Große, laute irakische Hochzeit‘ hätte. Die Gyros-Gaudi liegt mit ‚Monsoon Wedding‘ und dem deutsch-italienischen ‚Solino‘ voll im Trend einer leichten, unterhaltsamen Verständigung mit den Nachbarn. Also ist alles klar für einen saftigen Kinoerfolg auch in Deutschland.“

## Fortsetzungen
Ende Mai 2014 wurde berichtet, dass eine Fortsetzung geplant sei. Nia Vardalos habe ein entsprechendes Drehbuch ausgearbeitet. Ende März 2016 kam der von Kirk Jones inszenierte Film unter dem Titel My Big Fat Greek Wedding 2 in die US-Kinos. Ein dritter Teil, My Big Fat Greek Wedding – Familientreffen, erschien am 7. September 2023 in Deutschland und wurde von Nia Vardalos inszeniert.

## Sonstiges
- Der Film basiert auf einem Ein-Personen-Stück von Nia Vardalos.
- Szenen wurden in der Greektown (Toronto) gedreht.
- 2003 erschien auf der Grundlage des Films die Sitcom My Big Fat Greek Life. Die Serie, ebenfalls mit Vardalos, wurde jedoch bereits nach der ersten Staffel eingestellt.
- Vardalos’ wirklicher Ehemann, Ian Gomez, spielt im Film den besten Freund des Bräutigams Ian Miller.
- im Vorspann wird der griechische Buchstabe Σ für alle E's verwendet (z. B. JOHN CORBΣTT), allerdings steht dieser Sigma genannte Buchstabe für ein S.

## Auszeichnungen (Auswahl)
- 2003 Nia Vardalos wurde für das Beste Originaldrehbuch für einen Oscar nominiert.
- 2003 Independent Spirit Award an Nia Vardalos
- 2003 People’s Choice Award für die beste Komödie
- 2003 Alpe d’Huez International Comedy Film Festival – Grand Prix Auszeichnung für die beste Regie an Joel Zwick
- 2003 BMI Film Music Award für die beste Filmmusik an Alexander Janko und Chris Wilson
- 2003 Canadian Comedy Award an Nia Vardalos als lustigste Comedy-Darstellerin
- 2003 Russell Smith Award an Regisseur Joel Zwick
- 2003 Golden Satellite Award für den besten Film/die besten Komödie und den besten Nebendarsteller an Michael Constantine
- 2003 Comedy Film Honor für die beste Independent-Komödie und Publikumspreis für die beste Komödie des Jahres[11]
- Die Deutsche Film- und Medienbewertung FBW in Wiesbaden verlieh dem Film das Prädikat „wertvoll“.[12]